# لي جونز (لاعب كرة قدم)
لي جونز (بالإنجليزية: Lee Jones)‏ (29 مايو 1973 في المملكة المتحدة - ) هو لاعب كرة قدم بريطاني في مركز الهجوم. شارك مع منتخب ويلز تحت 21 سنة لكرة القدم ومنتخب ويلز لكرة القدم. أما مع النوادي، فقد لعب مع نادي بارنسلي ونادي بريستاتين تاون ونادي ترانمير روفرز لكرة القدم ونادي ريكسهام ونادي كرو ألكساندرا ونادي ليفربول وكارنارفون تاون ‏.

## وصلات خارجية
- لي جونز على موقع قاعدة بيانات كرة القدم.إي يو (الإنجليزية)
- لي جونز على موقع ناشيونال فوتبول تيمز (الإنجليزية)
- لي جونز على موقع Soccerbase.com (لاعب) (الإنجليزية)
- لي جونز على موقع عالم كرة القدم.نت (الإنجليزية)